# Округ Ајрион (Тексас)
Округ Ајрион (енгл. Irion County) је округ у америчкој савезној држави Тексас. По попису из 2010. године број становника је 1.599.

## Демографија
Према попису становништва из 2010. у округу је живело 1.599 становника, што је 172 (9,7%) становника мање него 2000. године.
| Група             | 2000.         | 2010.         |
| Белци             | 1.321 (74,6%) | 1.153 (72,1%) |
| Афроамериканци    | 7 (0,4%)      | 11 (0,7%)     |
| Азијати           | 0 (0,0%)      | 3 (0,2%)      |
| Хиспаноамериканци | 436 (24,6%)   | 407 (25,5%)   |
| Укупно            | 1.771         | 1.599         |